# Internationale Funkausstellung Berlin

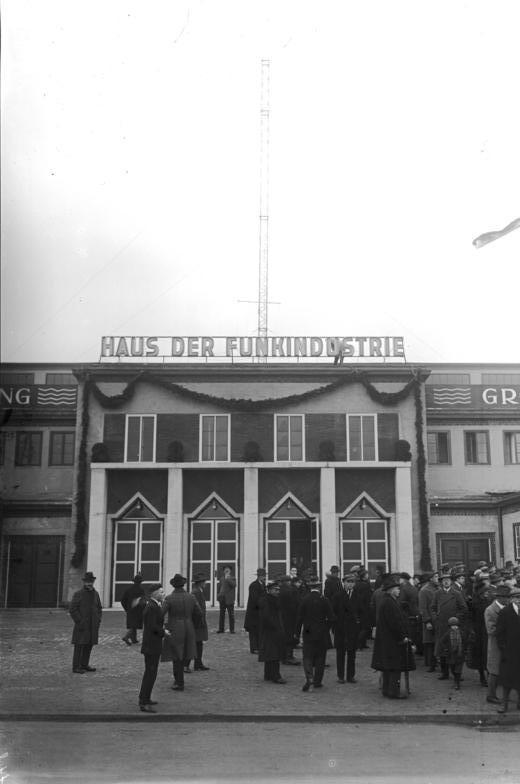
Intrarea în expoziție în anul 1924

IFA Berlin, în trecut și Internationale Funkausstellung Berlin, este o expoziție de electronice destinată consumatorilor individuali în Berlin, Germania.
Prima ediție a avut loc în anul 1924 iar până în 1939 a fost un eveniment anual.
Din 1950 până în 2005, expoziția a fost organizată odată la 2 ani, după care a fost organizată anual.
În anul 2011, evenimentul a avut loc între 2 și 7 septembrie.
IFA a avut 250.000 de vizitatori în anul 2010 și 238.000 în anul 2011.